# Gretchen Wyler
Pour les articles homonymes, voir Wyler.
Gretchen Wyler (16 février 1932 - 27 mai 2007) était une actrice américaine.

## Biographie
Wyler est née à Oklahoma City, dans l'état d'Oklahoma, sous le nom de Gretchen Patricia Wienecke, fille de Peggy (née Highley) et Louis Gustave Wienecke, qui était ingénieur. Elle a grandi à Bartlesville, en Oklahoma. Elle commence sa carrière d'actrice et de danseuse à New York.
Elle apparaît à Broadway dans les productions suivantes :
- Sly Fox : Miss Fancy
- Bye Bye Birdie : Rose Grant (elle remplace Chita Rivera)
- Rumple : Kate Drew
- Damn Yankees : Lola (elle remplace Gwen Verdon)
- Silk Stockings : Janice Dayton
- Guys and Dolls : danseuse

Il lui arrive de se rendre à Hollywood (L.A.) pour apparaître dans quelques programmes ou séries TV comme The Phil Silvers Show, Naked City, Somerset, Drôles de dames, Dallas, Hôpital St Elsewhere, Les Enquêtes de Remington Steele, Falcon Crest, Santa Barbara, MacGyver, Madame est servie, Femmes d'affaires et dames de cœur (Designing Women) et Amy.
Elle fait également une apparition dans Friends (la veuve de l'épisode 6 - saison 4, qui fait tout pour ne pas payer Monica et Phoebe).
Elle fait une apparition dans le documentaire de 2004 : “Broadway: The Golden Age, by the Legends Who Were There,”.
Elle fut très impliquée dans les associations de défense des animaux, elle fonda entre autres The Ark Trust qui récompense les meilleurs implications dans ce genre d'association : Paul McCartney a d'ailleurs reçu le premier Gretchen Wyler Award en 2007.
Wyler meurt le 27 mai 2007 des complications d'un cancer du sein. Mariée, mais n'a pas eu d'enfant.